# Калюжиця
Калюжиця (біл. вёска Калюжыца) — село в складі Березинського району Мінської області, Білорусь. Село підпорядковане Ушанській сільській раді, розташоване в східній частині області.